# Córdoba Open 2023
Il Córdoba Open 2023 è stato un torneo di tennis giocato sulla terra rossa. È stata la 5ª edizione del torneo facente parte dell'ATP Tour 250 nell'ambito dell'ATP Tour 2023. Si è giocato allo Stadio Mario Alberto Kempes di Córdoba, in Argentina, dal 4 al 12 febbraio 2023.

## Partecipanti al singolare

### Teste di serie
| Nazionalità | Giocatore               | Ranking | Testa di serie* |
| ----------- | ----------------------- | ------- | --------------- |
| Argentina   | Diego Schwartzman       | 28      | 1               |
| Argentina   | Francisco Cerúndolo     | 31      | 2               |
| Spagna      | Albert Ramos Viñolas    | 37      | 3               |
| Argentina   | Sebastián Báez          | 47      | 4               |
| Argentina   | Pedro Cachín            | 68      | 5               |
| Argentina   | Federico Coria          | 69      | 6               |
| Spagna      | Pedro Martínez          | 72      | 7               |
| Spagna      | Bernabé Zapata Miralles | 74      | 8               |

* Ranking al 30 gennaio 2023.

#### Altri partecipanti
I seguenti giocatori hanno ricevuto una wildcard per il tabellone principale:
- Marcelo Tomás Barrios Vera
- Juan Manuel Cerúndolo
- Guido Pella

I seguenti giocatori sono entrati nel tabellone principale passando dalle qualificazioni:

- Federico Delbonis
- Luciano Darderi
- Andrea Vavassori
- Hugo Dellien

#### Ritiri
Prima del torneo
- Laslo Đere → sostituito da  Juan Pablo Varillas
- Fabio Fognini → sostituito da  Pablo Andújar
- Corentin Moutet → sostituito da  Alejandro Tabilo
- Jaume Munar → sostituito da  Hugo Gaston

## Partecipanti al doppio

### Teste di serie
| Nazione    | Giocatore       | Nazione    | Giocatore            | Rank* | Testa di serie |
| ---------- | --------------- | ---------- | -------------------- | ----- | -------------- |
| Brasile    | Rafael Matos    | Spagna     | David Vega Hernández | 57    | 1              |
| Argentina  | Máximo González | Argentina  | Andrés Molteni       | 81    | 2              |
| Francia    | Sadio Doumbia   | Francia    | Fabien Reboul        | 112   | 3              |
| Kazakistan | Andrej Golubev  | Kazakistan | Oleksandr Nedovjesov | 113   | 4              |

* Ranking al 30 gennaio 2023.

### Altri partecipanti
Le seguenti coppie di giocatori hanno ricevuto una wildcard per il tabellone principale:
- Guido Andreozzi /  Guillermo Durán
- Nicolás Kicker /  Thiago Seyboth Wild

Le seguenti coppie di giocatori sono entrate in tabellone come alternate:
- Boris Arias /  Federico Zeballos
- Hernán Casanova /  Andrea Collarini

### Ritiri
Prima del torneo
- Pedro Cachín /  Francisco Cerúndolo → sostituiti da  Boris Arias /  Federico Zeballos
- Albert Ramos Viñolas /  Bernabé Zapata Miralles → sostituiti da  Hernán Casanova /  Andrea Collarini

## Punti
| Evento    | V   | F   | SF | QF | 2T | 1T   | Q    | Q2   | Q1   |
| Singolare | 250 | 150 | 90 | 45 | 20 | 0    | 12   | 6    | 0    |
| Doppio    | 250 | 150 | 90 | 45 | 0  | N.D. | N.D. | N.D. | N.D. |

## Montepremi
| Evento    | V       | F       | SF      | QF      | 2T      | 1T     | Q2     | Q1     |
| Singolare | $97,760 | $57,025 | $33,525 | $19,425 | $11,280 | $6,895 | $3,445 | $1,880 |
| Doppio*   | $33,960 | $18,170 | $10,660 | $5,950  | $3,510  | N.D.   | N.D.   | N.D.   |

* per team

## Campioni

### Singolare
Sebastián Báez ha sconfitto in finale  Federico Coria con il punteggio di 6-1, 3-6, 6-3.
• È il secondo titolo in carriera per Báez, il primo della stagione.

### Doppio
Máximo González /  Andrés Molteni hanno sconfitto in finale  Sadio Doumbia /  Fabien Reboul con il punteggio di 6-4, 6-4.